# Unió Nord-americana de Futbol
La Unió Nord-americana de Futbol, sovint coneguda amb l'acrònim NAFU (North American Football Union, en anglès) és una agrupació d'organitzacions nacionals de futbol de l'Amèrica del Nord sota l'autoritat de la CONCACAF. La NAFU no té cap estructura organitzativa. Els seus estatuts diuen que «la CONCACAF reconeixerà ... la Unió Nord-americana de Futbol (NAFU)». La NAFU proporciona un representant de la CONCACAF al Comitè Executiu de la FIFA. L'edició de 2015 dels estatuts de la CONCACAF diuen que «sense perjudici de la seva filiació a la NAFU, Bahames i Bermudes participaran en les competicions de la Unió Caribenya de Futbol (CFU)»

## Membres de la NAFU
| Pais         | Federació                               |
| ------------ | --------------------------------------- |
| Canadà       | Associació Canadenca de Futbol          |
| Mèxic        | Federació Mexicana de Futbol Associació |
| Estats Units | Federació de Futbol dels Estats Units   |

## Competicions

### Equips nacionals
Les seleccions nacionals del Canadà, de Mèxic i dels Estats Units sempre tenen un lloc a la fase final de la Copa d'Or de la CONCACAF, doncs no hi ha cap torneig de qualificació per aquesta zona, a diferència dels tornejos per a la Unió Centre-americana de Futbol (UNCAF) i la Unió Caribenya de Futbol (CFU). Malgrat això, com a membres de la CONCACAF van disputar dos tornejos previs de la Copa d'Or.
- 1990 North American Nations Cup
- 1991 North American Nations Cup

### Clubs
La Superlliga Nord-americana (SuperLiga) era un torneig de clubs entre dues zones de l'Amèrica del Nord que es va disputar des de 2007 a 2010. Era un torneig autoritzat per la CONCACAF, però no estava organitzat des de la federació. Els clubs de Bermudes van jugar contra els clubs mexicans i altres clubs americans quan la CONCACAF va organitzar la Copa de Campions.